# Ha Tae-kwon
Ha Tae-kwon (Hangul: 하태권, Hanja: 河泰權, HKR:Ha Tae-gwon, M-R:Ha T'aegwon) (Jeonju, 30 april 1975) is een voormalig Zuid-Koreaans badminton-speler. Ha Tae-kwon speelde voornamelijk in het heren dubbelspel samen met Kim Dong-moon.

## Olympische Spelen
Ha Tae-kwon nam tweemaal deel aan de Olympische Spelen, in 2000 (Sydney) en in 2004 (Athene).
In 2000 wonnen Ha en Kim (die in 1996 al goud won in het gemengde dubbelspel) het brons door in de troostfinale de Maleisiërs Choong Tan Fook en Lee Wan Wah te verslaan.
In 2004 kwalificeerde Ha zich weer voor de Spelen, nogmaals met Kim. In de eerste ronde hadden ze een bye waardoor ze meteen doorgingen naar de tweede ronde. Hier versloegen ze de Polen Robert Mateusiak en Michał Łogosz. In de kwartfinale versloegen ze Zheng Bo en Sang Yang uit China met 15-7 en 15-11. In de halve finale namen ze het op tegen de Indonesiërs Eng Hian en Flandy Limpele. Deze werden met gemak verslagen (15-8 en 15-2). In de finale speelden ze tegen een ander Koreaans team, bestaande uit Lee Dong-soo en Yoo Yong-sung. De finale werd gewonnen met 15-11 en 15-4, waardoor Ha en Kim het goud behaalden.

## Overige overwinningen
- Eerste op de Wereldkampioenschappen badminton van 1999 in het heren dubbelspel (samen met Kim Dong-moon).
- Tweede op de Wereldkampioenschappen badminton van 2001 in het heren dubbelspel (samen met Kim Dong-moon).
- Eerste in het heren dubbelspel op de Aziatische kampioenschappen badminton (samen met Kim Dong-moon).
- Eerste in het heren dubbelspel op de Aziatische kampioenschappen badminton (samen met Kim Dong-moon)